# Хайраболу
Хайраболу (тур. Hayrabolu; греч. Χαριούπολις; Хариополь) — город и район в провинции Текирдаг (Турция).

## История
В древности здесь находилось селение Хариополис, (греч. Χαριουπόλεως). В 1344 году город своей резиденцией сделал византийский император Иоанн VI Кантакузин, при котором турки в качестве наёмных войнов были приглашены в Восточную Фракию, где они начали селиться и безжалостно грабить греческих крестьях, превратив сельскохозяйственные угодья между крепостями в «скифскую пустыню»,  о чём написал и сам император. Турки впервые захватили эти места в 1357 году. Окончательно Хариуполис завоевал султан Мурад I в 1368 году. В турецком произношении название исказилось сперва в Хайри-бол, а впоследствии — в Хайраболу.
В 1912 году в городе и районе проживало:
Турки - 15 660 чел.
Греки - 3 410 чел.
Болгары - 250 чел.
Источник: George Sotiriadis: An Ethnological Map Illustrating Hellenism in the  and, 1918
Остатки греческой общины в количестве 3 476 человек были депортированы в Грецию в ходе принудительного обмена населением в 1922 году.

## Знаменитые уроженцы
- Рамал Гусейнов — азербайджанский футболист, выступал за Сборную Азербайджана по футболу.